# Szemlő-hegyi-barlang
A Szemlő-hegyi-barlang Budapest idegenforgalmi célokra kiépített barlangjai közül az egyik. A fokozottan védett barlang a Duna–Ipoly Nemzeti Park Igazgatóság része. A barlang felszíni védőövezete Szemlő-hegyi-barlang felszíni védőövezete Természetvédelmi Terület néven országos jelentőségű, egyedi jogszabállyal védett természetvédelmi terület.

## Leírás
A Budai-hegységben, a Budapest II. kerületében lévő Szemlőhegy településrészen, a József-hegyen, a Pusztaszeri út 35. sz. alatt van a bejárata. Autóbusszal a Kolosy térről közelíthető meg, a (Árpád híd Szentlélek térről induló) 29-es valamint a 111-es busszal a Batthyány térről is a Zöldmáli lejtő megállóig kell menni. Babakocsival, kerekesszékkel is látogatható. A túra időtartama kb. 40 perc. A Duna–Ipoly Nemzeti Park Igazgatóság engedélye szükséges az idegenforgalom számára nem megnyitott szakaszok látogatásához. Mivel a barlangnak nincs természetes bejárta, ezért nem élnek benne denevérek, így vakuval is lehet fényképezni.
A barlang hossza 2230 m és függőleges kiterjedése 50,4 m. A túraútvonal 250 m, amelyet járdán és lépcsőkön lehet bejárni.
A hévizek munkáját őrzik a barlang jellegzetes képződményei, a borsókövek, amelyek a mészkősziklák azon pontjain keletkeznek, ahol a falat a hőforrások vize éri. A borsókövek sárgásfehér gömböcskékből felépülő fürtöket alkotnak. Ezekhez gipszbevonatok illetve tűs aragonitcsoportok társulnak. A barlang Budapest egyik fokozottan védett természeti értéke.
1976-ban volt először Szemlő-hegyi-barlangnak nevezve a barlang az irodalmában. Előfordul a Szemlő-hegyi-barlang az irodalmában Egyetemiek barlangja, Kadić-barlang (Cholnoky 1932), Kadić Ottokár-aragonitbarlang, Kadič Ottokár-barlang (Kordos 1984), Ottokár-barlang (Cholnoky 1932), Rothermere-barlang, Szemlő-hegy Cave (Kordos 1977), Szemlőhegyi-barlang (Cholnoky 1932), Szemlőhegyi barlang (Cholnoky 1932), Zöldmáli-barlang (Bertalan, Schőnviszky 1976) és Zöldmáli cseppkőbarlang neveken is.

## Kutatástörténet
1930 őszén a Zöldmáli út mellett fekvő egyik telken, a mai Barlang utca 10. szám alatt kőfejtés közben szűk, mélybe vezető nyílásra bukkantak. A telek tulajdonosa által értesített barlangkutatók a szűk nyílást néhány nagyobb kő kiemelésével kitágítva leereszkedtek a függőleges, majd meredeken lejtő, nagyon szép oldási formákban gazdag, csőszerű járatba. A folyosó végül bezárult. 1930. szeptember 20-án Kessler Hubert és Futó András barlangkutatók az eltömődött rész kibontásával előbb az egyedülálló képződményekkel teli Rózsalugasba jutottak be, majd több nagy méretű folyosóba is sikerült behatolniuk. Szekula Mária 1930. szeptember 28-án átjutott a Hosszú-folyosó Tű fokán vékony termetének köszönhetően és újabb szakaszok tárultak fel. Beszámolója alapján kitágították a szűk átjárót.
Az 1932-ben napvilágot látott, Dudich Endre által írt könyvben meg van említve a Budai-hegység barlangjai között a Szemlőhegyi barlang. A barlangot 1930-ban fedezték fel és kb. 600 m a feltárt hossza. A Szemlő-hegyi-barlang a Pál-völgyi-barlanghoz hasonlóan leginkább korróziós eredetű barlang, de a Szemlő-hegyi-barlangban vannak cseppkövek és karfiolszerű mészképződmények. Miklós Géza gyógyszerész tulajdona. Az ismertetés 3 publikáció alapján lett írva. Az 1932-ben napvilágot látott, Természetvédelem és a természeti emlékek című könyvben meg van ismételve a könyv 1931. évi kiadásának Szemlő-hegyi-barlangot tárgyaló része.

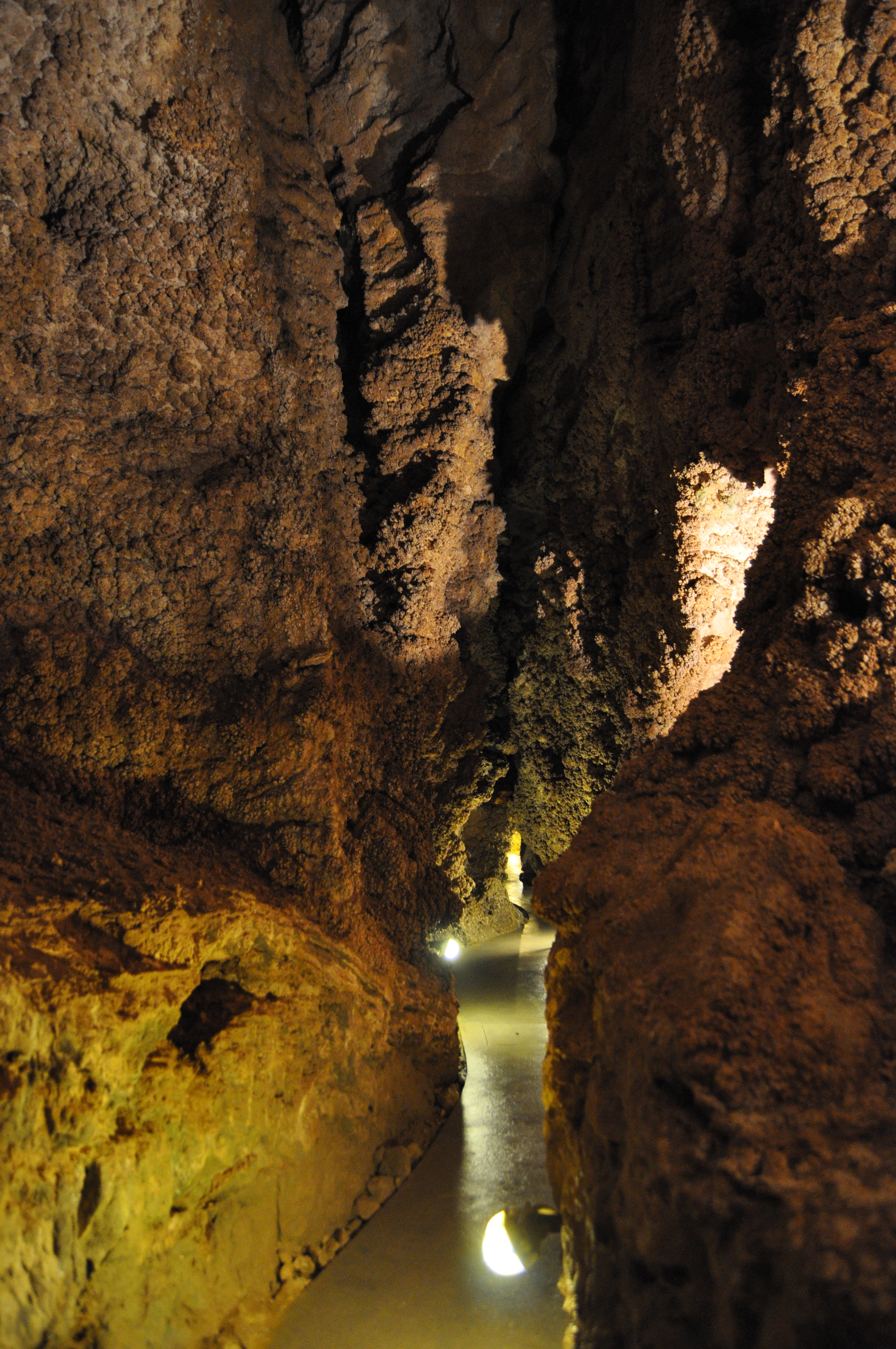
Részlet a Szemlő-hegyi-barlang kiépített részéből

Az 1937-ben megjelent, Szeghalmy Gyula által írt könyvben szó van arról, hogy majdnem Buda közepén, a rózsadombi villanegyedtől É-ra egy hatalmas barlangvidék fekszik a Föld mélyén: a Szemlő-hegyi-barlang, a Ferenc-hegyi-barlang és a Pál-völgyi-barlang vidéke. Ezeket a nemrég feltárt barlangjáratokat a Föld mélyén áramló karsztvíz és feltörő hőforrások a pliocénben és a pleisztocénben hozták létre eocén bryozoás márgában, de leginkább eocén nummuliteszes mészkőben. A barlangok hossza együtt 4000 m-nél több, de a jelekből ítélve itt a Föld mélyén megbújó járatoknak valószínűleg csak egy kis része van felfedezve. A további kutatás, faláttörés majd eldönti, hogy a Baradla-barlangon kívül Magyarország másik legkiterjedtebb barlanghálózata a Budai-hegyek alatt van-e.
A Rózsadombhoz legközelebb, attól kb. 600–700 m-re, a Zöldmáli út 15312. számú telkén feketélik a Szemlő-hegyi-barlang bejárata. A bejáratnak kb. 70 m a lejtése a barlang legmélyebb részéig. Jelenleg 1000 m-nél hosszabb könnyen bejárható részeinek hossza. Érdekes kövületeket lehet levésni a víz oldó hatásának nyomait megőrző falairól. Alsó járatai 20–30 cm vastag, ritkaszép kifejlődésű rózsacseppkővel vannak borítva, amelyek a lámpák fényében csodálatosan sziporkáznak. A rózsacseppkövek gömbökben végződő ágai annyira erősek, hogy a falakra kapaszkodó ember súlyát is elbírják. Ezekből a borsókásan sorakozó felületekből sárgás-zöldes, jelenleg fejlődő, apró, hófehér csillagkristályos kis függőcseppkövek nyúlnak le, melyek néhány helyen fantasztikus alakú árnyékokat vetnek a falakra.
A Magyar Barlangkutató Társulat 1938. április 28-án tartott választmányi ülésén a társulat tervbe vette a Szemlő-hegyi-barlang fokozatos bővítését és az eddig rendezett szakaszok karbantartását. A Természetbarát 1938. évi 3–4. számában meg van említve, hogy a TTE barlangkutatói eltervezték, hogy ha elég érdeklődő lesz, akkor Pest környéki barlangkörtúrát (pl. Szemlő-hegyi-barlang, Ferenc-hegyi-barlang, Pál-völgyi-barlang, Solymári-ördöglyuk, Legény-barlang, Kevélyi barlang) fognak vezetni. Az 1941-ben publikált Magyar turista lexikonban külön szócikke van a barlangnak. A kiadvány szerint a Budai-hegyekben helyezkedik el a Szemlő-hegyi-barlang. A barlangot 1930-ban fedezték fel kőfejtés közben. A kb. 600 m hosszú barlangot a BETE barlangkutató szakosztálya tárta fel. Három emeletre bontható, amelyek közül cseppkövekben legdúsabb a középső emelet. A Pál-völgyi-barlang szerkezete hasonló a Szemlő-hegyi-barlang és a Ferenc-hegyi-barlang szerkezetéhez. A Pál-völgyi-barlangban több a cseppkő és kevesebb a hévíz által létrehozott képződmény.
Az 1960. évi Karszt- és Barlangkutatási Tájékoztatóban meg van említve, hogy a Róka-hegyi-barlangnak magasabban (236 m tszf.) van a bejárata, mint a Pál-völgyi-barlangnak és a Szemlő-hegyi-barlangnak, valamint 16 m-rel alacsonyabban, mint a Ferenc-hegyi-barlangnak. Minden bizonnyal egykorúak ezek a hévizes barlangok és a pleisztocén legelején jöttek létre. Az 1961-ben kiadott, Vitéz András és Pap Miklós által szerkesztett, Budapest című könyvben szó van arról, hogy az 1 km hosszú Szemlőhegyi-barlang szép, hófehér gipszbevonatokkal, cseppkövekkel várja az érdeklődőket. Az 1964-ben kiadott, Az országos kék-túra útvonala mentén című könyvben meg van említve. A Bertalan Károly és Schőnviszky László által összeállított, 1976-ban megjelent Magyar barlangtani bibliográfia barlangnévmutatójában meg van említve a Budai-hegységben lévő barlang Szemlő-hegyi-barlang néven Zöldmáli-barlang névváltozattal. A barlangnévmutatóban fel van sorolva 113 irodalmi mű, amelyek foglalkoznak a barlanggal.

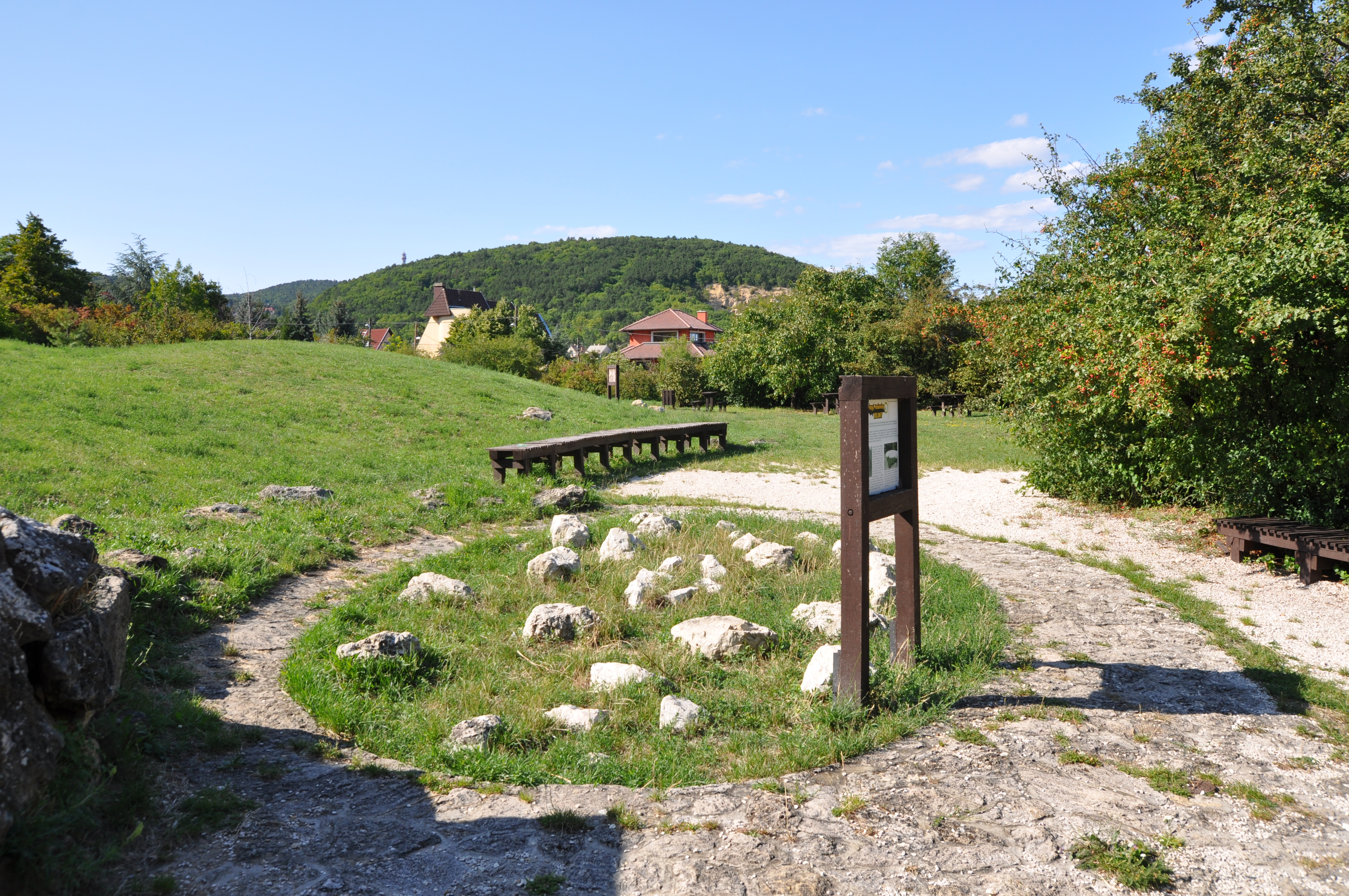
A Szemlő-hegyi-barlang felszíni védőövezetének egyik része

1976-ban vált országos jelentőségű barlanggá a 4700-as (Budapest és Budai-hegység) barlangkataszteri területen lévő, II. kerületi Szemlő-hegyi-barlang. Az 1976-ban összeállított, országos jelentőségű barlangok listájában lévő barlangnevek pontosítása után, 1977. május 30-án összeállított, országos jelentőségű barlangok listáján rajta van a Budapest II. kerületében található barlang Szemlő-hegyi-barlang néven. Az 1977. évi Karszt és Barlangban megjelent, Bajomi Dániel által írt tanulmány szerint Lithobius stygius infernus nevű százlábú előfordul a budai Szemlő-hegyi-barlangban. A tanulmányban van egy Magyarország térkép, amelyen a Magyarországon lévő, biológiailag kutatott barlangok földrajzi elhelyezkedése figyelhető meg. A térképen látható a biológiailag feldolgozás alatt álló Szemlő-hegyi-barlang földrajzi elhelyezkedése. A folyóirat 1977. évi különszámába bekerült a tanulmány angol nyelvű változata. Ebben a tanulmányban is közölve lett a térkép, amelyen Szemlő-hegy a barlang neve.
Az 1977. évi Karszt és Barlang angol nyelvű különszámában megjelent, The longest and deepest caves of Hungary (December 31, 1975) című közleményből megtudható, hogy a Budai-hegységben fekvő, 1962 m hosszú Szemlő-hegy Cave 1975. december 31-én Magyarország 9. leghosszabb barlangja. Az 1977. december 31-i állapot szerint, (MKBT Meghívó 1978. május) a Budai-hegységben lévő és 1962 m hosszú Szemlő-hegyi-barlang az ország 8. leghosszabb barlangja. Az 1977. évi Karszt és Barlangban megjelent összeállítás alapján, 1977. december 31-én Magyarország 9. leghosszabb barlangja a Budai-hegységben elhelyezkedő, 1977. december 31-én, 1976-ban és 1975-ben 1962 m hosszú Szemlő-hegyi-barlang. Ez az összeállítás naprakészebb az 1978. májusi MKBT Meghívóban publikált listánál. Az 1978. évi Karszt és Barlangban meg van említve, hogy a Magyar Karszt- és Barlangkutató Társulat térképtárában kb. 300 barlangtérkép van, pl. a Szemlő-hegyi-barlang, a Mátyás-hegyi-barlang, az Abaligeti-barlang és a Tapolcai-tavasbarlang térképei.

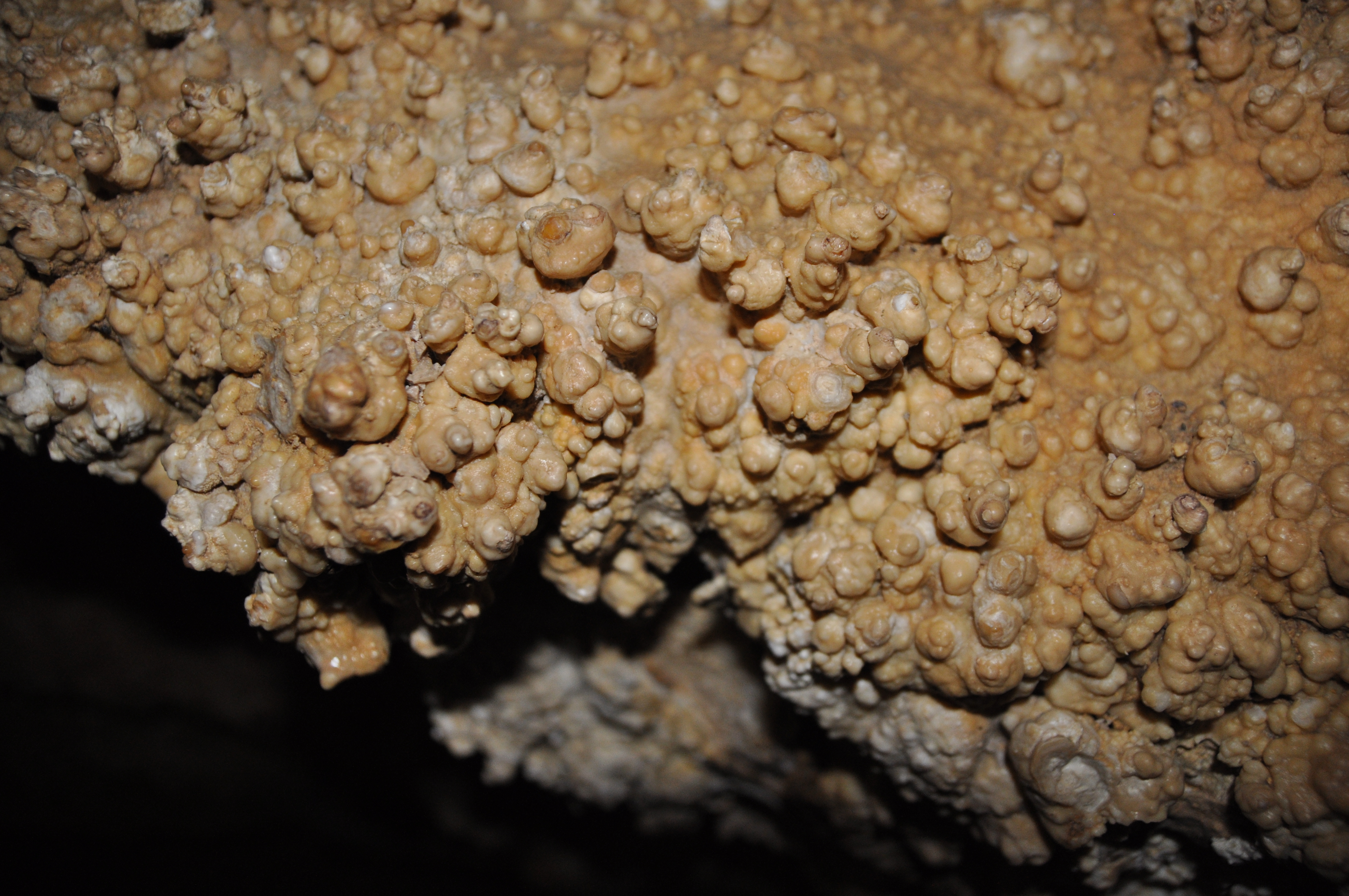
Borsókő a Szemlő-hegyi-barlangban

Az 1980. évi Karszt és Barlang 1. félévi számában publikálva lett, hogy a kiemelt jelentőségű Szemlő-hegyi-barlang a 4700-as barlangkataszteri területen (Budai-hegység és Érd környéke) helyezkedik el. A barlangnak 4762/3. a barlangkataszteri száma. Az MKBT Dokumentációs Bizottsága a helyszínen el fogja helyezni, a többi kiemelt jelentőségű barlanghoz hasonlóan, a barlang fémlapba ütött barlangkataszteri számát. A barlangkataszteri szám beütéséhez alapul szolgáló fémlap ugyanolyan lesz mint a többi kiemelt jelentőségű barlang fémlapja. 1982. július 1-től az Országos Környezet- és Természetvédelmi Hivatal elnökének 1/1982. (III. 15.) OKTH számú rendelkezése (1. §. és 3. §., illetve 5. sz. melléklet) értelmében a Budai-hegységben lévő Szemlőhegyi-barlang fokozottan védett barlang. Az 1982. szeptember–októberi MKBT Műsorfüzetben meg van említve, hogy a Budai-hegységben található Szemlő-hegyi-barlang fokozottan védett barlang. A felsorolásban a barlangnevek az MKBT által jóváhagyott és használt helyesírás szerint, javított formában lettek közölve.
Az 1984-ben kiadott, Magyarország barlangjai című könyvben van egy Magyarország térkép, amelyen a Magyarországon lévő, biológiailag kutatott barlangok földrajzi elhelyezkedése figyelhető meg. A térképen látható a biológiailag feldolgozás alatt álló Szemlő-hegyi-barlang földrajzi elhelyezkedése. A kiadvány országos barlanglistájában szerepel a Budai-hegységben lévő barlang Szemlő-hegyi-barlang néven Kadič Ottokár-barlang névváltozattal. A listához kapcsolódóan látható a Dunazug-hegység barlangjainak földrajzi elhelyezkedését bemutató 1:500 000-es méretarányú térképen a barlang földrajzi elhelyezkedése. Az 1986. évi Karszt és Barlangban megjelent bibliográfia regionális bibliográfia részében szerepel a barlang Szemlő-hegyi-barlang néven. Az összeállítás szerint a Karszt és Barlangban publikált írások közül 7 foglalkozik a barlanggal.

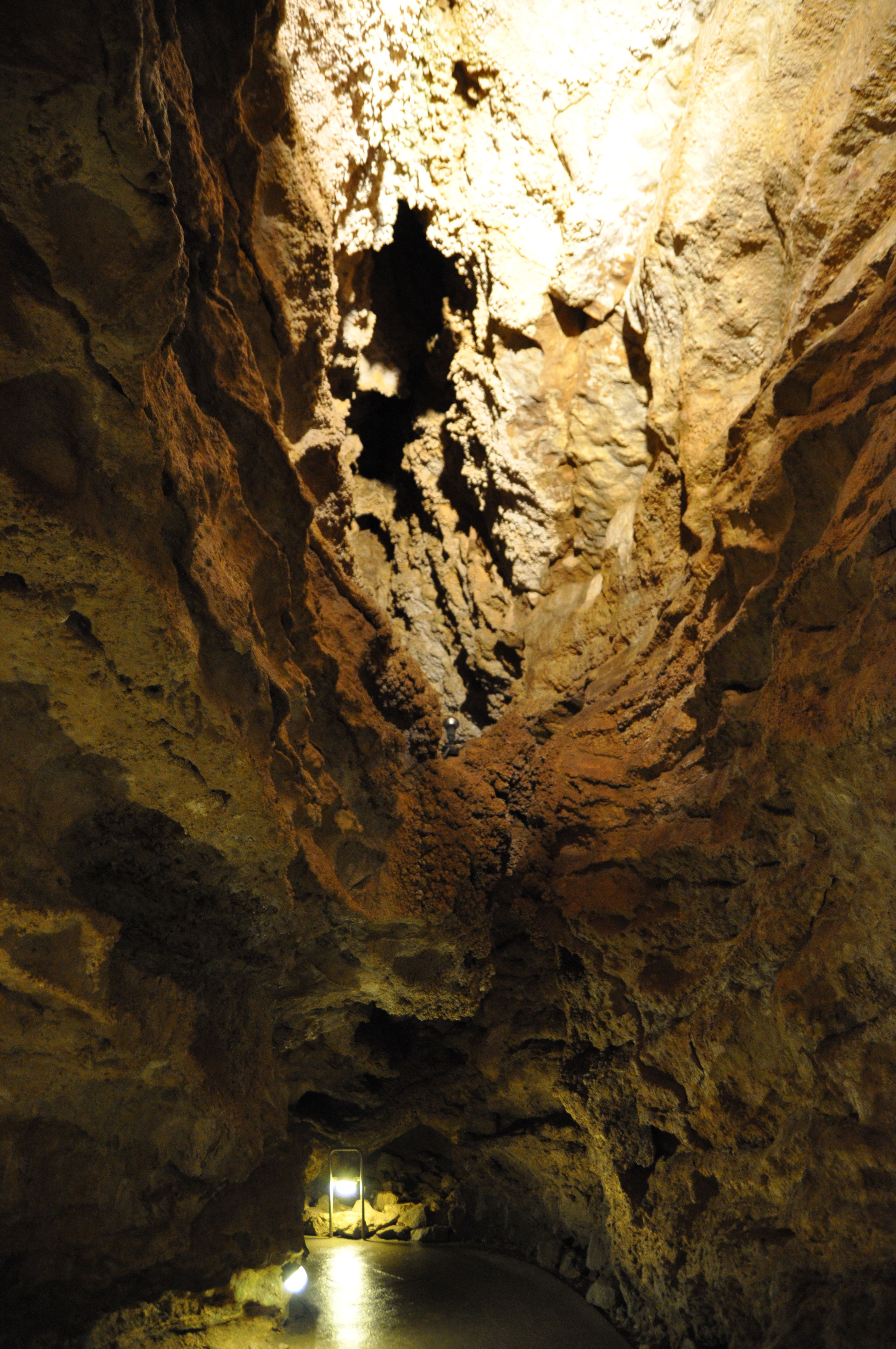
Részlet a Szemlő-hegyi-barlang kiépített részéből

Az 1987. évi MKBT központi kutatótábor tájékoztatójában van egy ábra, amelyen megfigyelhető, hogy a budai barlangok közül néhány, pl. a Szemlő-hegyi-barlang mekkora tszf. magasságban helyezkedik el, illetve ezeknek a barlangoknak mekkora a függőleges kiterjedése. Az 1987. december 31-i állapot alapján Magyarország 14. leghosszabb barlangja a 4762/3 barlangkataszteri számú, 2201 m hosszú Szemlő-hegyi-barlang. Az összeállítás szerint az 1977. évi Karszt és Barlangban közölt hosszúsági listában a barlang 1962 m hosszú. Az 1987. december 31-i állapot alapján Magyarország 64. legnagyobb függőleges kiterjedésű barlangja a 4762/3 barlangkataszteri számú, 50,4 m függőleges kiterjedésű Szemlő-hegyi-barlang. Az összeállítás szerint az 1977. évi Karszt és Barlangban közölt mélységi listában a barlang nincs benne.
Az 1989. évi Karszt és Barlangban lévő, Magyarország barlangjai című összeállításban szó van arról, hogy a Budai-hegység barlangokban leggazdagabb területe a Budapest II. kerületében fekvő Rózsadomb, ahol 1 km²-es területen belül helyezkedik el az öt legkiterjedtebb barlang. Közülük egyik a Szemlő-hegyi-barlang, amelyet 1930-ban, kőfejtés közben fedeztek fel. A budai barlangok közül ez a barlang volt az első, amelynek (sajátos, szőlőfürtökre, karfiolra emlékeztető, tömeges kiválásai alapján) felismerték melegvizes keletkezését. Magyarország tipikus, melegvizes ásványlerakódásai közül a borsókő, a barlangi karfiol és a lemezes kalcitkiválások innen lettek először leírva. A lényegében két tág, párhuzamos főfolyosóból álló barlang 2,2 km hosszú. Idegenforgalom számára is megnyíltak leglátványosabb szakaszai 1986-ban.
A publikációban lévő 5. ábrán (a szépvölgyi és rózsadombi barlangvidék nagy barlangjainak – illetve a forrásoknak – földrajzi elhelyezkedését szemléltető térkép) be van mutatva a barlang földrajzi elhelyezkedése. A folyóirat 1989. évi különszámában napvilágot látott ennek az utóbbi tanulmánynak az angol nyelvű változata (The caves of Hungary). Ebben a tanulmányban Szemlő-hegy Cave a barlang neve. Az angol nyelvű tanulmányhoz mellékelve megjelent egy olyan lista, amelyben Magyarország leghosszabb barlangjai vannak felsorolva. A felsorolás szerint a Budai-hegységben fekvő, 2201 m hosszú Szemlő-hegyi-barlang (Szemlő-hegy Cave) 1988-ban Magyarország 14. leghosszabb barlangja. (1977-ben a barlang 1962 m hosszú volt.)
1990-ben a SZIKKTI Barlangkutató Csoportnak és Rajczy Miklósnak volt kutatási engedélyük a barlang kutatásához. 1990-ben az Acheron Barlangkutató Szakosztály vizsgálta klímáját.  Az 1993. március–áprilisi MKBT Műsorfüzetben megjelent, hogy a KTM Természetvédelmi Hivatal egy plakátsorozat megjelenését tervezte, amelyen a magyarországi fokozottan védett barlangok szerepelnek, és ehhez diákat keresett. Előkészítés alatt állnak a Budai-hegység fokozottan védett barlangjairól és a közeljövőben fokozottan védett barlangjairól készült plakátok, köztük a Szemlő-hegyi-barlangot ábrázoló is.

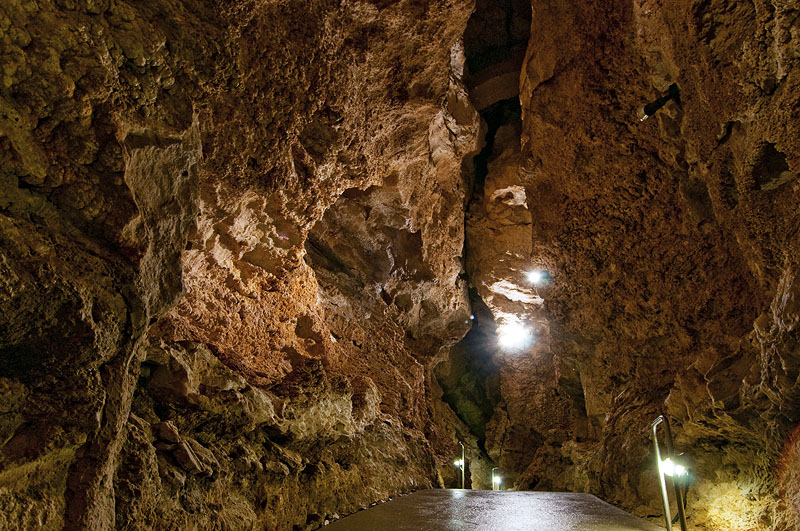
Részlet a Szemlő-hegyi-barlang kiépített részéből

1998. május 14-től a környezetvédelmi és területfejlesztési miniszter 13/1998. (V. 6.) KTM rendelete szerint a Duna–Ipoly Nemzeti Park Igazgatóság illetékességi területén, a Budai-hegységben található Szemlő-hegyi-barlang látogatók számára nem megnyitott szakaszai az igazgatóság engedélyével látogathatók. 2001. május 17-től a környezetvédelmi miniszter 13/2001. (V. 9.) KöM rendeletének értelmében a Budai-hegység területén lévő Szemlő-hegyi-barlang fokozottan védett barlang. Egyidejűleg a fokozottan védett barlangok körének megállapításáról szóló 1/1982. (III. 15.) OKTH rendelkezés hatályát veszti.
A 2003-ban kiadott, Magyarország fokozottan védett barlangjai című könyvben lévő, Egri Csaba és Nyerges Attila által készített hosszúsági lista szerint a Budai-hegységben lévő és 4762-3 barlangkataszteri számú Szemlő-hegyi-barlang Magyarország 20. leghosszabb barlangja 2002-ben. A 2002-ben 2201 m hosszú barlang 1977-ben 1962 m és 1987-ben 2201 m hosszú volt. A könyvben található, Egri Csaba és Nyerges Attila által készített mélységi lista szerint a Budai-hegységben lévő és 4762-3 barlangkataszteri számú Szemlő-hegyi-barlang Magyarország 88. legmélyebb barlangja 2002-ben. A 2002-ben 50 m mély barlang 1987-ben is 50 m mély volt. 2005. szeptember 1-től a környezetvédelmi és vízügyi miniszter 22/2005. (VIII. 31.) KvVM rendelete szerint a Duna–Ipoly Nemzeti Park Igazgatóság működési területén, a Budai-hegységben található Szemlő-hegyi-barlang látogatók számára nem megnyitott szakaszai a felügyelőség engedélyével látogathatók. 2005. szeptember 1-től a környezetvédelmi és vízügyi miniszter 23/2005. (VIII. 31.) KvVM rendelete szerint a Budai-hegységben lévő Szemlő-hegyi-barlang fokozottan védett barlang.

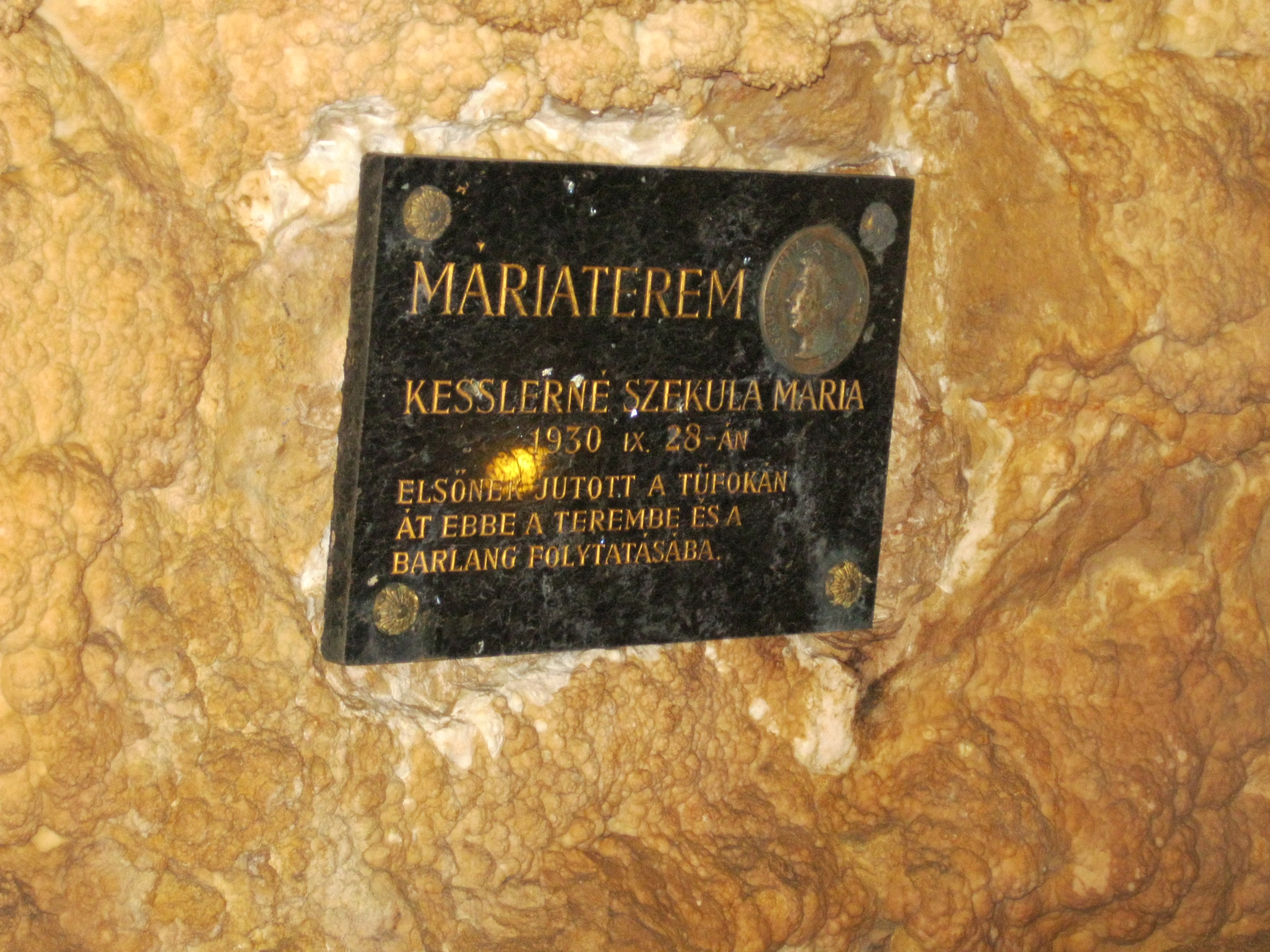
Szekula Mária emléktáblája a Szemlő-hegyi-barlangban

A 2005-ben megjelent, Magyar hegyisport és turista enciklopédia című kiadványban önálló szócikke van a barlangnak. A szócikk szerint a Szemlő-hegyi-barlang 1991-ben gyógybarlanggá nyilvánított, turizmus számára megnyitott, fokozottan védett természeti érték. Budapest II. kerületében, a Ferenc-hegy ÉK-i oldalában, 188 m és 220 m tszf. magasságban vannak a bejáratai. Hévizek oldották ki a felső eocén mészkőben lévő hasadékok mentén húzódó járatokat. 2200 m hosszú és 50 m függőleges kiterjedésű. Gömbfülkék és gömbüstök a jellegzetes formaelemei. Ásványkiválásai: sárgásfehér borsókő, kalcitlemez, tűs aragonit és fehér gipsz, illetve kisebb cseppkőképződmények. Kőfejtéssel nyílt meg 1930-ban. Első bejárói Futó András és Sebős Károly, majd Kessler Hubert voltak. A Pusztaszeri út 35. sz. alatti föld alatti fogadóépületből lejtős táró vezet a betonjárdákkal kiépített és villanyvilágítással ellátott szakaszba. Ezt az 1986-ban megnyitott szakaszt 1990-től hasznosítja a Szent János Kórház Tüdőgyógyintézete légúti megbetegedésben szenvedők gyógykezelésére. A bejárati épületben a barlang térmodelljét és a Budai-hegység fokozottan védett barlangjait bemutató kiállítás tekinthető meg.
Magyarország egyik gyógybarlangja a Szemlő-hegyi-barlang (1991). A barlang feletti védett területen (Budapest, II. Pusztaszeri út 35.) található a barlangkutatók szimbolikus temetője. 1989-ben megjelent egy bélyeg, amelyen a Szemlő-hegyi-barlang látható (5 Ft). Dénes György szócikke szerint Dénes Györgyhöz köze van a Szemlő-hegyi-barlangban történt feltárásoknak. Ozsváth Attila 2002-ben választott ki és szállíttatott fel a Szemlő-hegyi-barlang feletti, barlangkutatók emlékét őrző sziklakertbe egy 3 m magas sziklatömböt hegymászó emlékhely céljára. Kadić Ottokár szócikkében meg van említve, hogy Kadić Ottokár térképezte fel először a Szemlő-hegyi-barlangot, ami Kadić Ottokár nevéről lett elnevezve, de nem ment át a köztudatba ez a név.

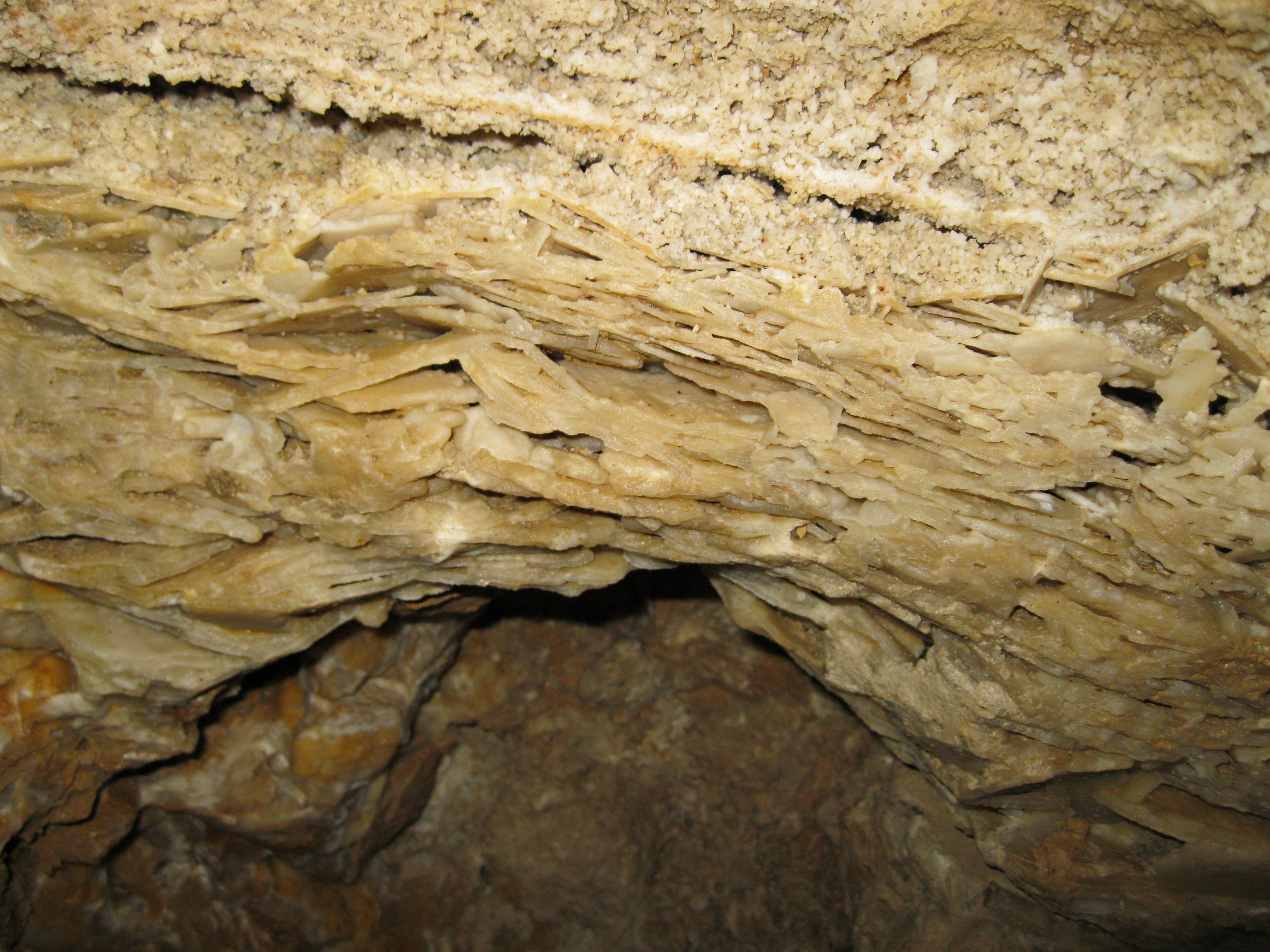
Kalcitlemezek a Szemlő-hegyi-barlangban

Kessler Hubert szócikkében meg van említve, hogy Kessler Huberthez kapcsolódik a Szemlő-hegyi-barlang felfedezése (1930), aki szorgalmazója volt a barlang kiépítésének. Kiss Attila szócikkében meg van említve, hogy Kiss Attila a Szemlő-hegyi-barlang üzemvezetője. Lukács László szócikkében meg van említve, hogy Lukács László 1973-ban kezdett, az FTSK Barlangkutató Szakosztály tagjaként barlangokkal foglalkozni. Először a Szemlő-hegyi-barlangban részt vett egy 10 napos föld alatti táborozáson. Az Óbudai Szeszgyár Kinizsi Barlangkutató Szakosztály működési területe kiterjedt a Szemlő-hegyi-barlangra. A Rózsadomb és Vidéke Egyesület 1938-ban elhatározta, hogy mozgalmat indít a Budapest II. kerületében lévő barlangok feltárására. Abban az időben már jól ismert volt a Szemlő-hegyi-barlang. Szentes György szócikkében meg van említve, hogy Szentes György részt vett a Szemlő-hegyi-barlang feltárásában (Meteor-ág, Kuszoda, Föld szíve-szakasz).
2007. március 8-tól a környezetvédelmi és vízügyi miniszter 3/2007. (I. 22.) KvVM rendelete szerint a Duna–Ipoly Nemzeti Park Igazgatóság működési területén lévő Budai-hegységben elhelyezkedő Szemlő-hegyi-barlang látogatók számára nem megnyitott szakaszai az igazgatóság engedélyével tekinthetők meg. 2013. július 19-től a vidékfejlesztési miniszter 58/2013. (VII. 11.) VM rendelete szerint a Szemlő-hegyi-barlang (Budai-hegység, Duna–Ipoly Nemzeti Park Igazgatóság működési területe) idegenforgalom számára nem megnyitott szakaszai az igazgatóság hozzájárulásával látogathatók. A 2012–2014. évi Karszt és Barlangban közölve lett, hogy az idegenforgalmi célra hasznosított Szemlő-hegyi-barlangot 2012-ben 30 340 fő, 2013-ban 28 661 fő, 2014-ben 31 480 fő látogatta meg. 2015. november 3-tól a földművelésügyi miniszter 66/2015. (X. 26.) FM rendelete szerint a Szemlő-hegyi-barlang (Budai-hegység) fokozottan védett barlang. 2021. május 10-től az agrárminiszter 17/2021. (IV. 9.) AM rendelete szerint a Szemlő-hegyi-barlang (Budai-hegység, Duna–Ipoly Nemzeti Park Igazgatóság működési területe) idegenforgalom számára nem megnyitott szakaszai az igazgatóság engedélyével látogathatók. A 13/1998. (V. 6.) KTM rendelet egyidejűleg hatályát veszti.

## Kiépítés

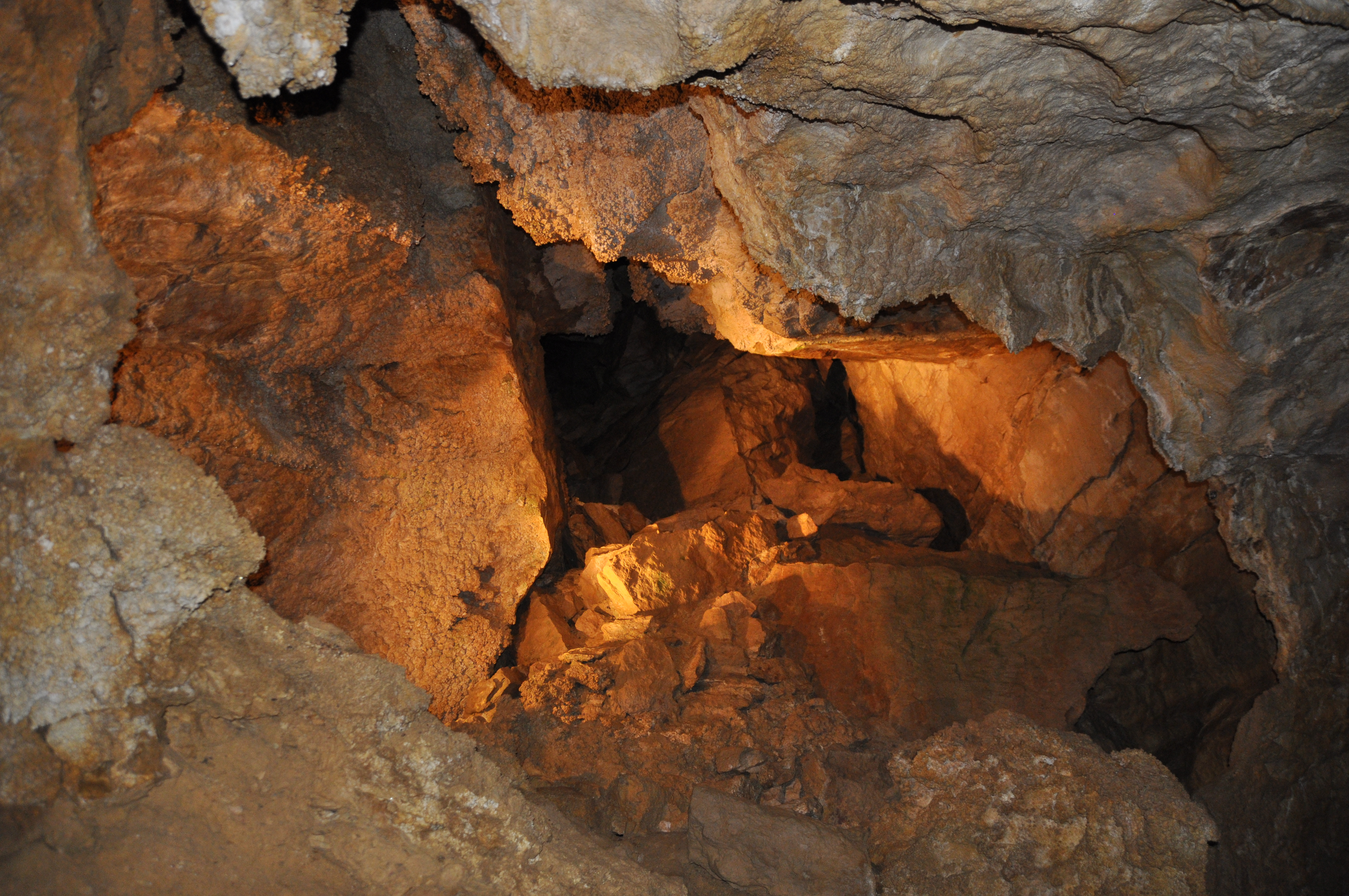
Részlet a Szemlő-hegyi-barlang utcai ruhában járható részéből

Az 1960-as években a természetvédelem szervei vették kezelésbe a barlangot. A tervek elkészülte után 1974-ben megindult a barlang kiépítése, majd a felszínen az építkezés. A barlang ünnepélyes megnyitására 1986. október 23-án került sor. Azt tervezték, hogy egy nagy méretű lifttel lehet majd a barlangba lejutni és el is készült egy kb. 4 m átmérőjű liftakna, de végül ezt nem fejezték be. A liftakna belülről ma is jól látható.

## Gyógyászati hasznosítás
Az 1980-as években kezdődött el az a klimatológiai vizsgálatsorozat, melynek eredménye lehetővé tette a barlangterápia megkezdését 1990-ben. A vizsgálatok bebizonyították, hogy a barlang klímája rendkívül alkalmas légzőszervi betegségek, főleg bronchitises, azaz hörghurutos és asztmás megbetegedések gyógyítására. A gyógyítás lényegében azon alapszik, hogy a barlangban rendkívül magas a relatív nedvességtartalom, nagyon tiszta, pormentes a levegő. Tisztasága a magaslati üdülőhelyek levegőjének tisztaságával vetekszik.
A relatív páratartalom közel 100%, ami nagyon előnyös, a levegő portartalma pedig töredéke a külszíninek. A vizsgálatok kimutatták, hogy látogató csoportok után a porszemek, egyéb anyagok és baktériumok száma lényegesen emelkedik, de kb. 30 perccel a látogatók távozása után újból helyreáll az eredeti állapot, vagyis nagyon gyors a regeneráció. Mindezen kedvező hatások számtalan beteg gyógyulását segítették elő az elmúlt években. Hőmérséklete egész évben 12 °C.

## Látogatási statisztika
A Szemlő-hegyi-barlang látogatóinak száma évenként:
| év              | 1986   | 1987   | 1988   | 1989   | 1990   | 1991   | 1992   | 1993       |
| látogatók száma | 19 739 | 40 882 | 29 746 | 23 022 | 22 783 | 15 067 | 22 049 | nincs adat |
| év              | 1994   | 1995   | 1996   | 1997   | 1998   | 1999   | 2000   | 2001       |
| látogatók száma | 11 425 | 9783   | 5927   | 11 579 | 12 819 | 13 623 | 19 426 | 15 517     |
| év              | 2002   | 2003   | 2004   | 2005   | 2006   | 2007   | 2008   | 2009       |
| látogatók száma | 19 472 | 9410   | 21 720 | 22 994 | 24 135 | 25 660 | 24 109 | 28 628     |
| év              | 2010   | 2011   | 2012   | 2013   | 2014   | 2015   | 2016   | 2017       |
| látogatók száma | 28 079 | 30 582 | 30 340 | 28 661 | 31 480 | 29 608 | 30 241 | 33 788     |
| év              | 2018   | 2019   | 2020   | 2021   | 2022   | 2023   | 2024   | 2025       |
| látogatók száma | 34 428 |        |        |        |        |        |        |            |

## Képek

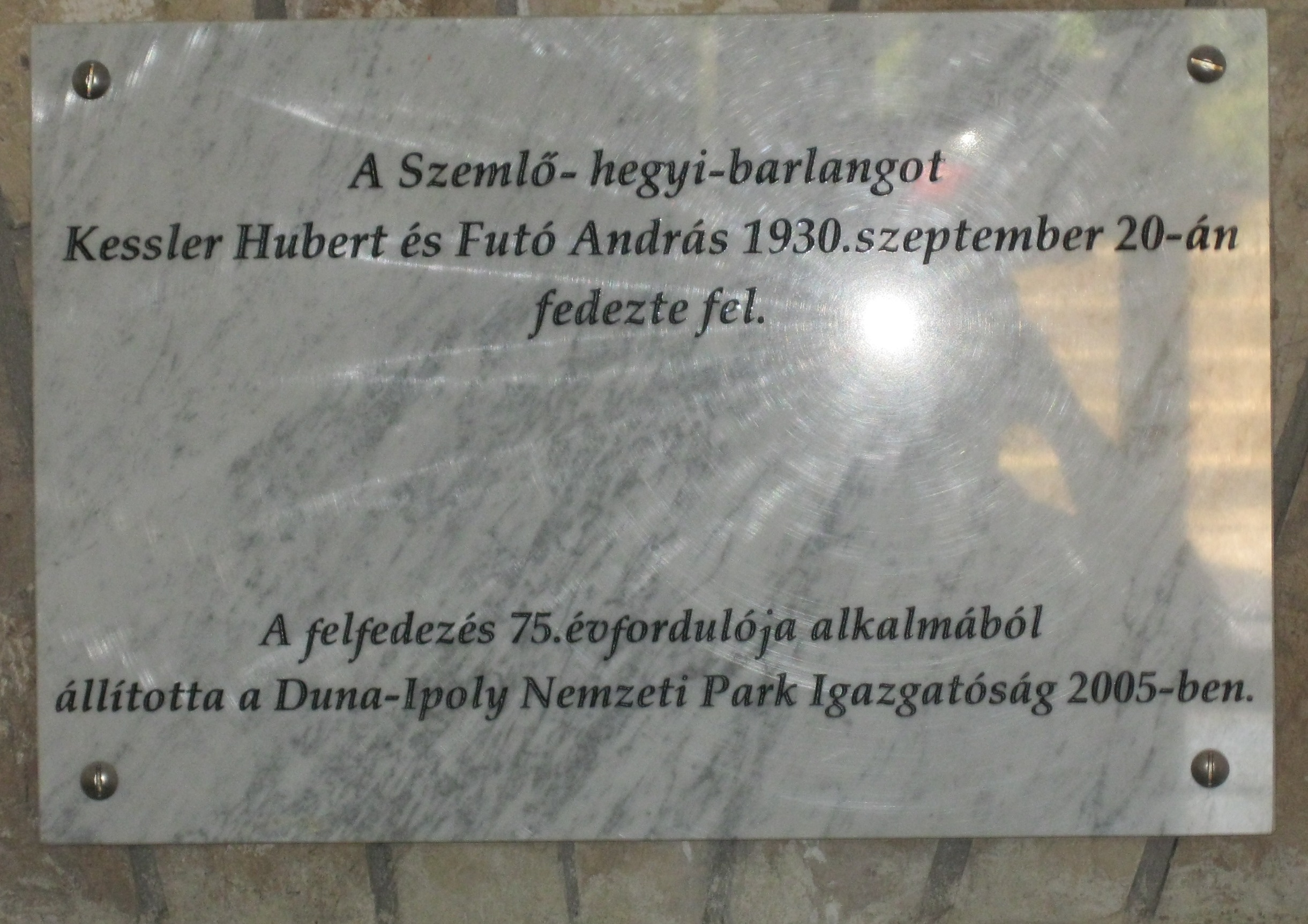
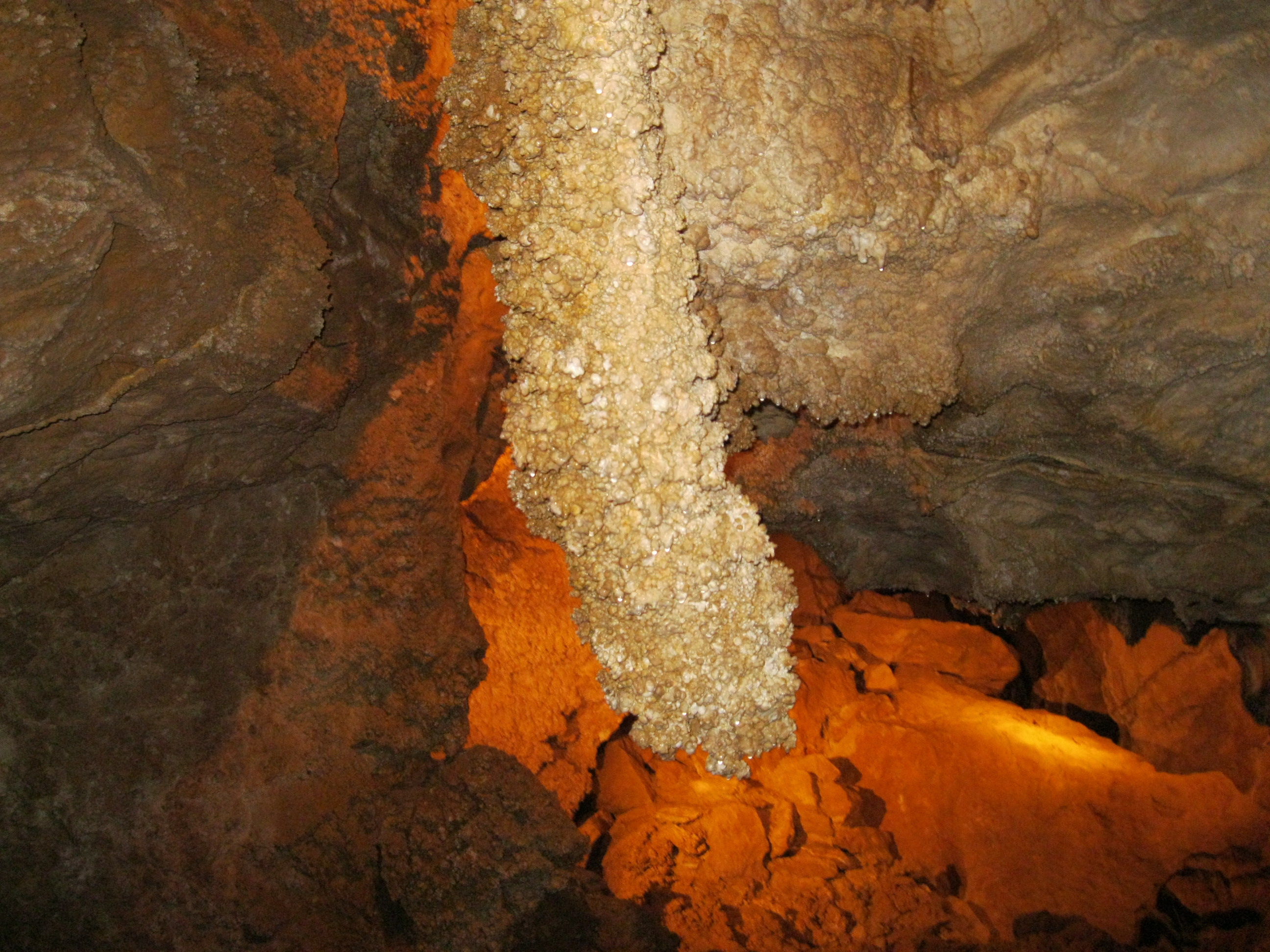
Szemlő-hegyi-barlang, az Anyósnyelv nevű képződmény
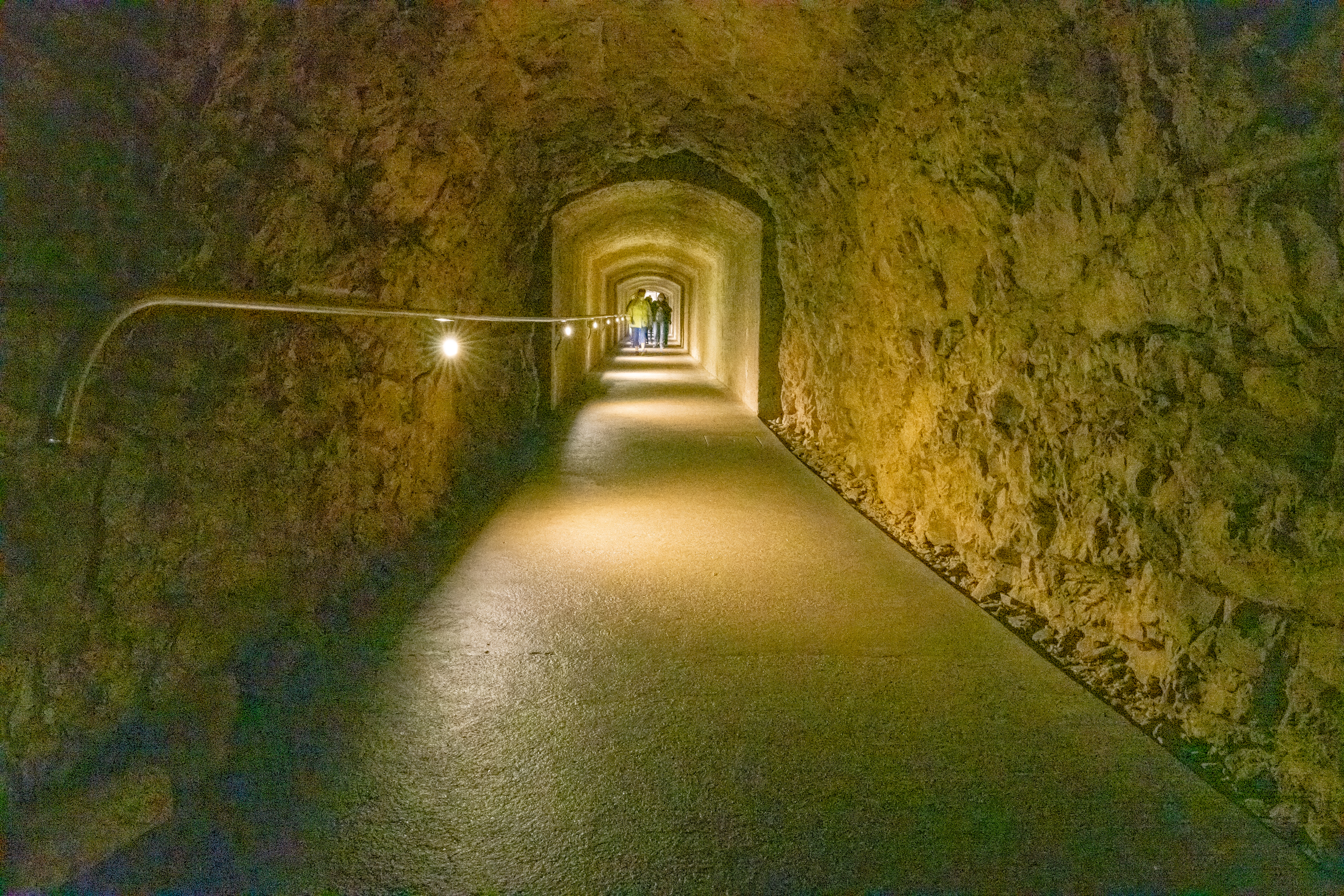
A bejárati folyosó lentről felfelé fotózva
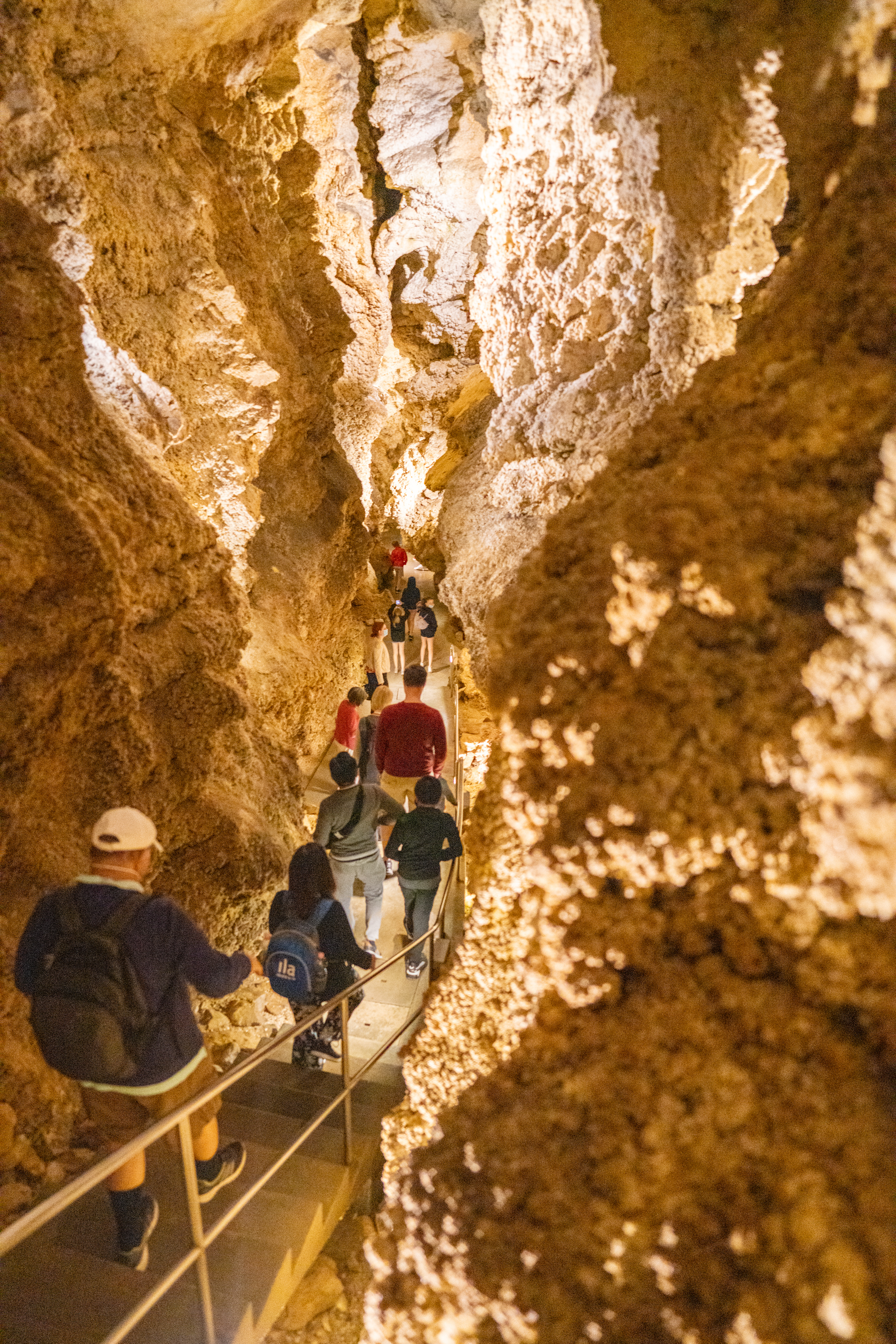
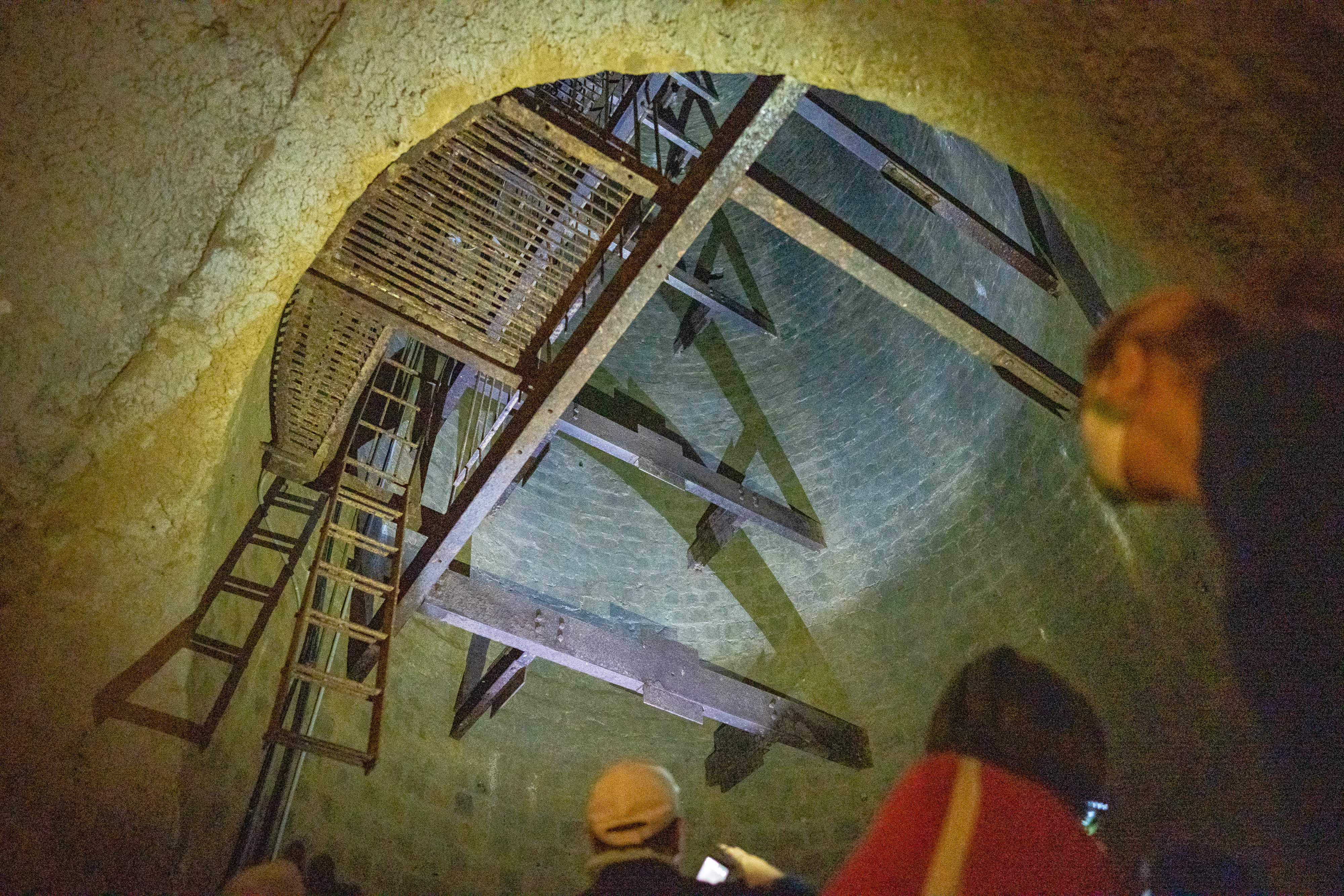
Liftakna

## További irodalom
- Bokodi Béla: Harminc nap a föld alatt. Budapest, Sport Kiadó, 1967. 96 old.
- K. O. (Kadić Ottokár): Budapest – barlangváros. Turisták Lapja, 1931. szeptember. (43. évf. 9. sz.)
- Kessler Hubert: A szemlőhegyi cseppkőbarlang. Turisták Lapja, 1931. (43. évf.) 251–252. old.
- (Kessler Hubert): Az Egyetemiek a magyar barlangfeltárások szolgálatában. Magyar Turista Élet, 1942. április 30. (10. évf. 8. sz.) 5. old.
- –: A barlangkutatók nagyszerű munkája. Magyar Turista Élet, 1935. június 15. (3. évf. 11. sz.) 4. old.